# Stavkirke de Hopperstad
 (novembre 2023).
Si vous disposez d'ouvrages ou d'articles de référence ou si vous connaissez des sites web de qualité traitant du thème abordé ici, merci de compléter l'article en donnant les références utiles à sa vérifiabilité et en les liant à la section « Notes et références ».
La stavkirke de Hopperstad est une stavkirke de Norvège située près de Vikøyri, dans la municipalité de Vik i Sogn (comté de Sogn og Fjordane).
Elle possède 3 nefs et fut très certainement édifiée dans les années 1100. À l'intérieur, on peut admirer un très intéressant autel gothique avec un baldaquin à  têtes sculptées et des peintures sur le plafond décrivant l'enfance du Christ. Cette stavkirke est bien représentative du style norvégien.

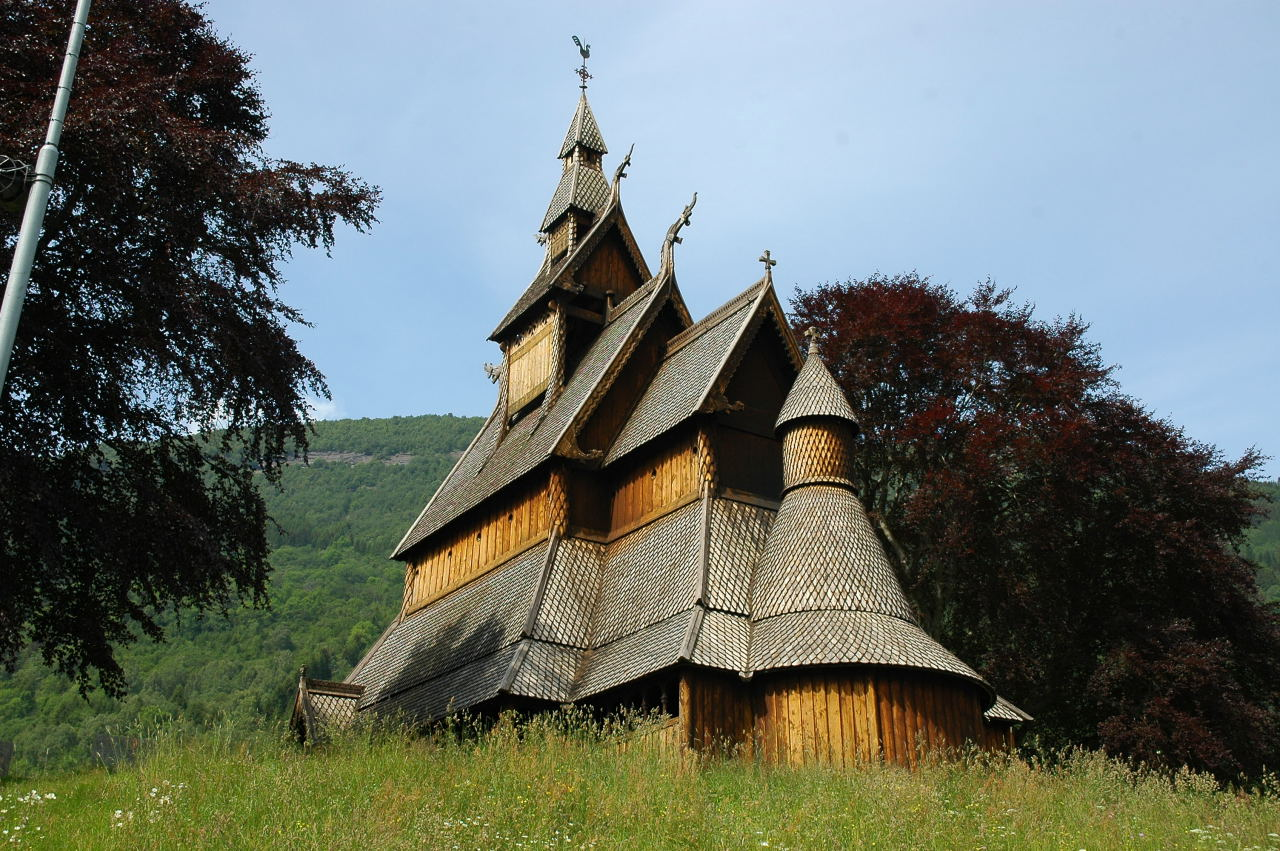
Vue générale depuis le chevet.
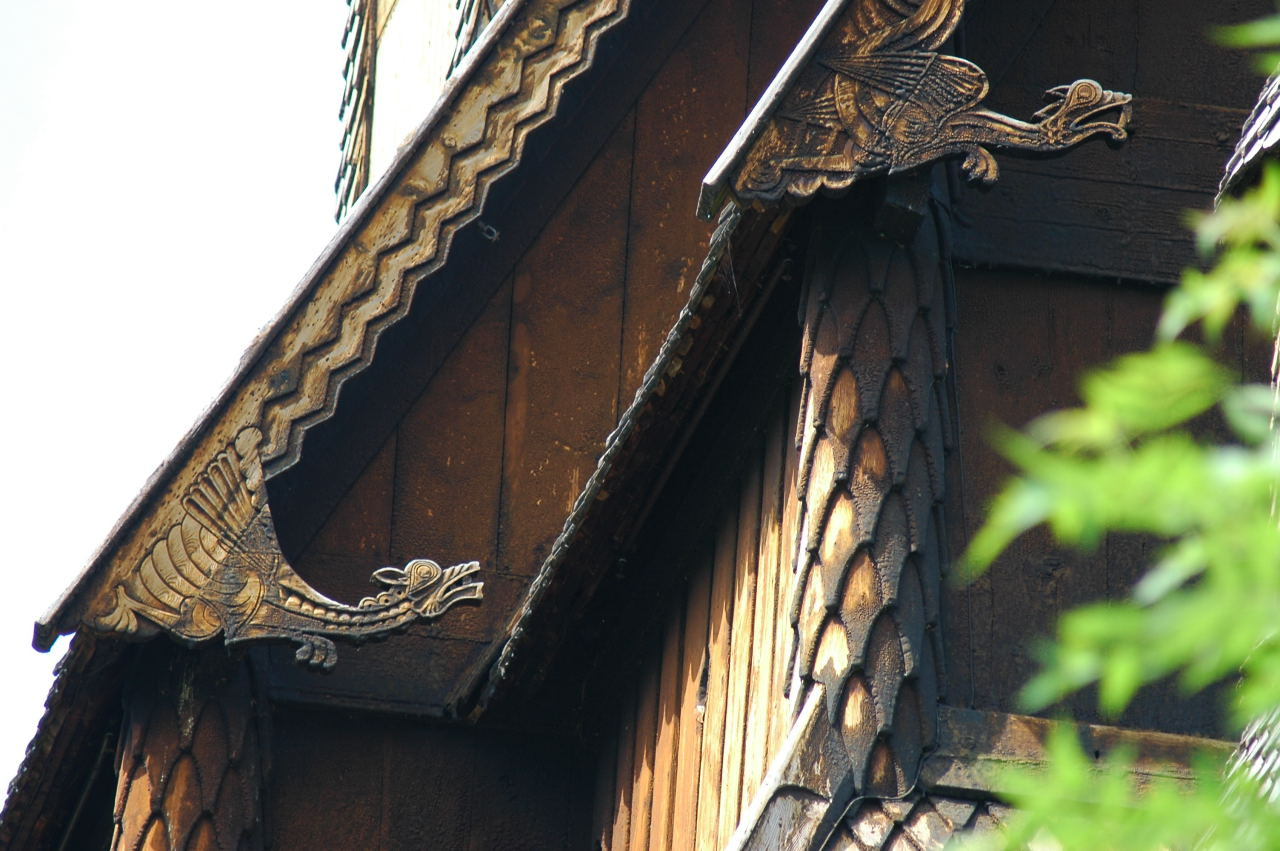
Dragons sculptés en-dessous des toits.
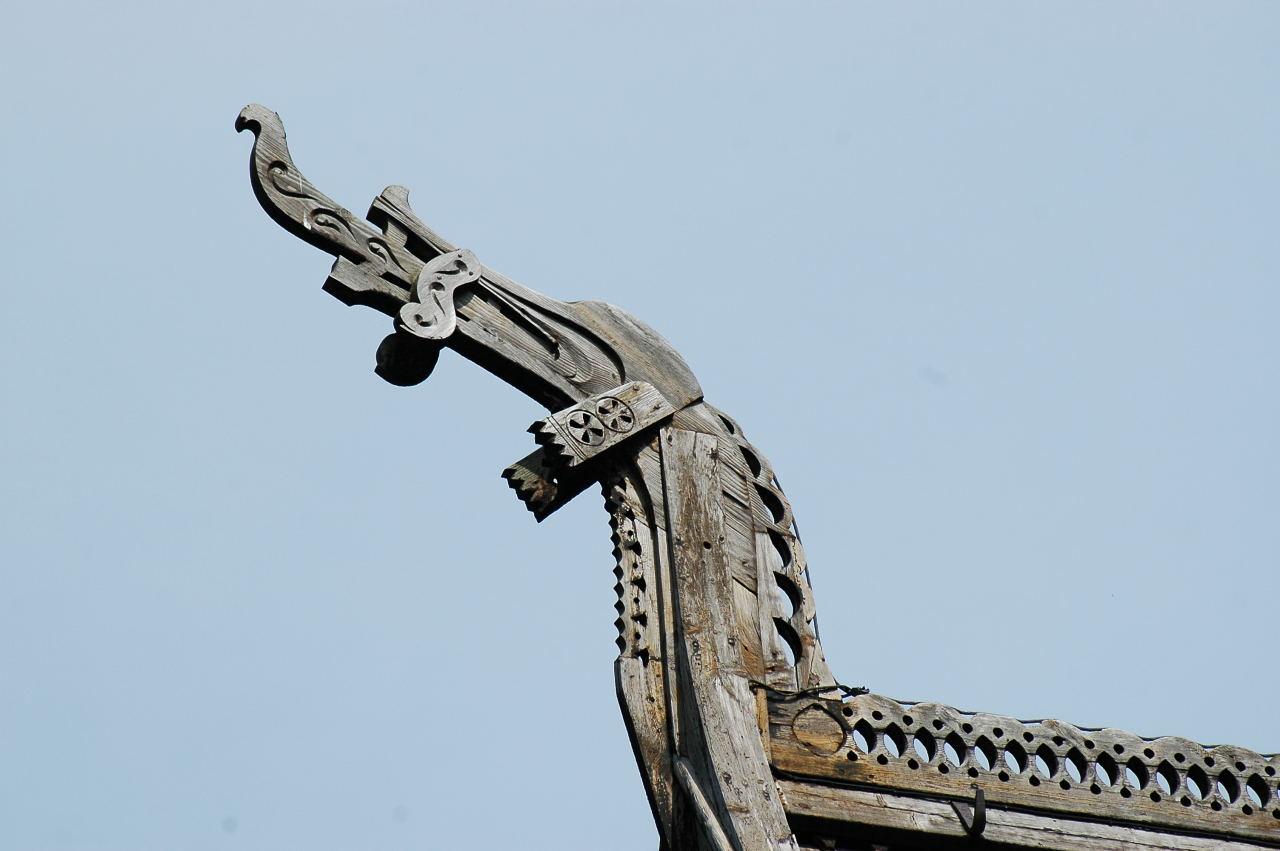
Dragon sculpté au bout des toits.
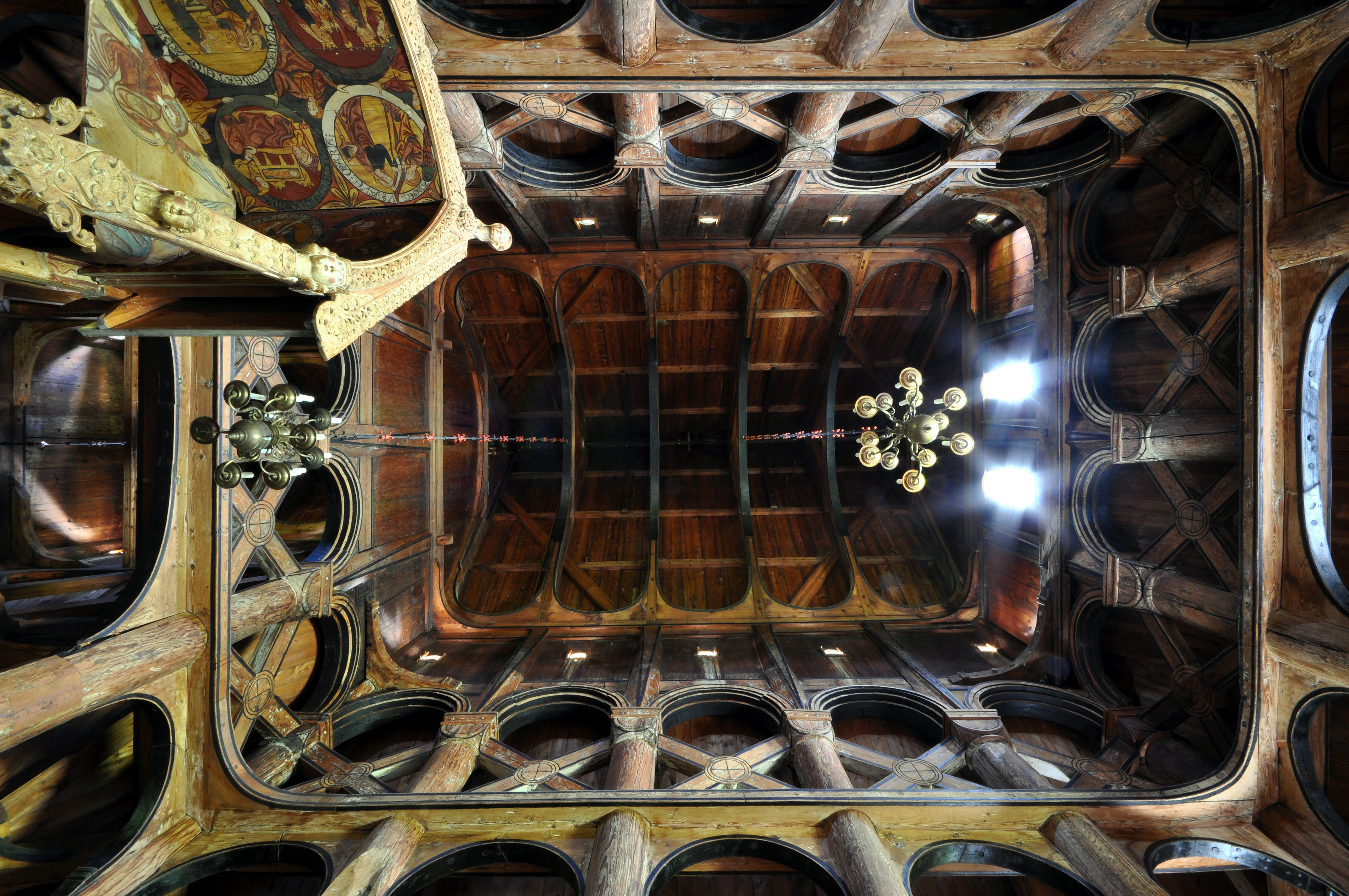
Toiture vue de l'intérieur.
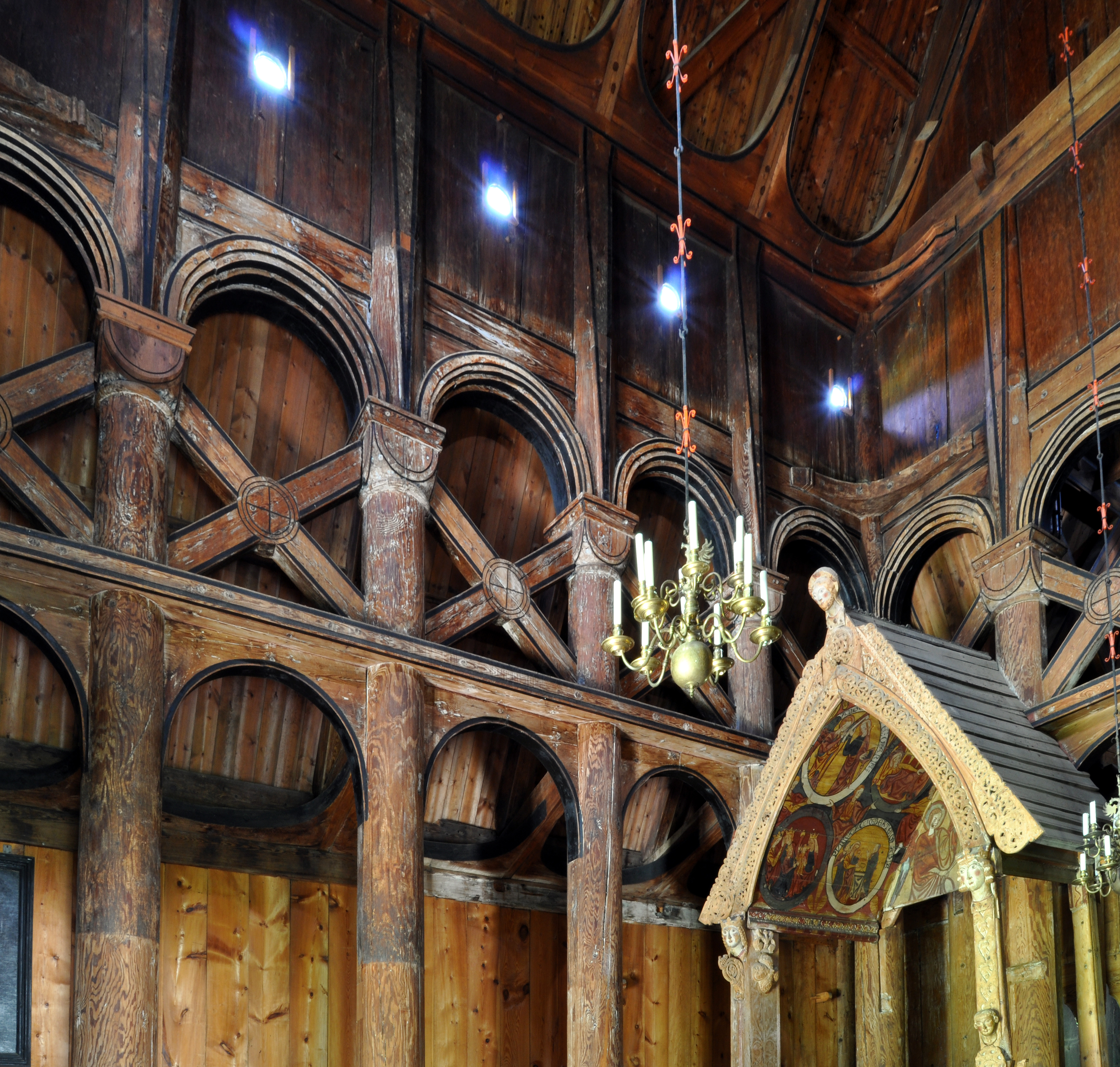
Vue intérieur avec le baldaquin de l'autel gothique.